# باشگاه فوتبال آرسنال در فصل ۰۴–۲۰۰۳
فصل ۰۴–۲۰۰۳، صد و نهمین فصل در تاریخ باشگاه فوتبال آرسنال بود که در ۱ ژوئیه ۲۰۰۳ آغاز و در ۳۰ ژوئن ۲۰۰۴ با برگزاری بازی‌ها در فواصل ماه‌های اوت و مه به پایان رسید. در این فصل، آرسنال با ۲۶ پیروزی، و ۱۲ تساوی به قهرمانی لیگ برتر فوتبال انگلستان دست یافت. با این وجود، در رقابت‌های سایر جام‌ها به موفقیت کمتری دست یافت و در جام حذفی فوتبال انگلستان و جام اتحادیه باشگاه‌های انگلستان به ترتیب در نیمه نهایی در برابر باشگاه فوتبال منچستر یونایتد و میدلزبورو مغلوب شد. همچنین در لیگ قهرمانان اروپا در بازی یک چهارم پایانی در برابر چلسی شکست خورد.